# Les ànimes perdudes de Síria
Les ànimes perdudes de Síria (títol original en francès, Les Âmes perdues) és un documental francoalemany de 2023 dirigit per Garance Le Caisne i Stéphane Malterre. S'ha doblat i subtitulat al català.
El documental relata la  batalla legal lliurada per familiars de víctimes sirianes, que van desaparèixer per la força o van morir sota tortura, per tal que el règim de Baixar al-Àssad respongui dels crims davant dels tribunals.